# Здравый смысл политической экономии (книга)
Здравый смысл политической экономии (англ. The Common Sense of Political Economy, 1910) — произведение английского экономиста Филиппа Уикстида.

## Структура
Книга включает Предисловие, Введение и 3 книги (19 глав): 1. Систематическая и конструктивная (9 глав); 2. Беспорядочная и критическая (7 глав); 3. Аналитическая и практическая (3 главы).

## Основные идеи
Ф. Уикстид в книге вводит в английскую науку давно получивший хождение на континенте термин «предельная полезность». Он анализирует категорию «отправная цена» — если рыночная цена опускается ниже её уровня, то продавцы сами начинают предъявлять спрос на реализуемые ими блага. Ф. Уикстид предлагает добавить к кривой спроса покупателей кривую спроса самих продавцов. Кроме этого он высказывается в пользу позитивного характера экономической науки.

## Переводы
На русский язык книга не переводилась.